# THE IDOLM@STER LIVE FOR YOU!
『THE IDOLM@STER LIVE FOR YOU!』（アイドルマスター ライブフォーユー）は、バンダイナムコゲームスが2008年2月28日に発売したXbox 360用ゲーム（公称「ライブシミュレーション」）。アイドルマスターシリーズの作品の1つ。
2007年10月末、イベント「Go to the NEXTSTAGE!! THE IDOLM@STER GREAT PARTY」や同時期発売のゲーム雑誌等に、アイドルマスターの新作ゲームを開発中と発表され、約4か月後の2008年2月28日に発売開始された。CEROレーティングB（12歳以上対象）。略称は『L4U!』。
2009年1月5日に、2009年3月12日よりXbox 360 プラチナコレクションとして発売されることが発表された。また、先行して発売されているXbox 360版「THE IDOLM@STER」（プラチナコレクション版）を同梱した「アイドルマスターツインズ」も期間限定で販売(パッケージでCEROレーティングがCと表記されているのは前作がCレーティングであるため)。また2009年8月11日のアップデートによる新機能「ゲームオンデマンド」の第1弾ラインナップとしてダウンロード販売が開始された。

## ゲーム内容
前作の『THE IDOLM@STER』ではプレイヤーが「プロデューサー」となってアイドルをプロデュースするのに対し、本作でのプレイヤーである「特別プロデューサー」はファン感謝祭のコーディネーターという位置づけにある。このため、アイドル達はプレイヤーを「単なるファンのうちの一人」とみなしている。たとえば双海亜美と真美はファンに双子であることを知られていないという設定があり、真美が亜美として振舞う場面がある。
本作の物語は、ファン感謝祭当日に急な仕事で留守になった社長とプロデューサーの代理の「特別プロデューサー」であるプレイヤーが、アイドル達が所属する765プロの事務員・音無小鳥の指導を受けながらイベントを運営していくという内容である。小鳥はアーケード版の公式ウェブサイトを初出とするキャラクターであり、ゲーム作品への登場は本作が初めてである。
本作の仕組みは、前作までの「TV出演」のパートに特化したものであり、主に「応援モード」「撮影モード」の二種類に分かれている。ユニットを結成してアイドルや音無小鳥との会話イベントの後に、どちらのモードでプレイするかを選ぶ事になる。この時にプレイヤーとユニットの名前を変更する事が出来、デフォルト設定ではプレイヤーは「ファン代表」、ユニットは「ナムコエンジェル」となっている。
前作ではプロデューサーランクが一定以上にならなければできなかったデュオやトリオの結成、パート編集が最初から可能な他、最初から10組のユニットを結成可能となっている。さらに前作では1人の女の子をプロデュースしている最中は別のユニットを掛け持ちさせることができなかったが、本作ではその制約がなく、1人の女の子を10組のユニットに同時に組み込むといった事も可能。
ユニット選択後は、使用する歌や会場、衣装やアクセサリー、カメラやパートの設定を行っていく。会場は前作に登場したライブハウス・市民ホール・アリーナ・武道館・ドームの他に、祭典「サマーフェスティバル」で使用された野外ステージが追加されている。

### 応援モード
応援モードは音楽ゲームの仕組みをとっており、画面の指示に従ってタイミングよくボタンを押していく事で「Perfect」「Good」「Normal」「OK」の4段階の評価と得点が取得できる。
難易度によって応援の内容は異なっており、一番簡単な「イージー」では掛け声を中心とした応援であるのに対し、それ以外の難易度ではホイッスルや太鼓等の楽器も加わる。応援に成功する度に観客のボルテージが少しずつ上がっていくが、失敗すると下がる。また50回連続で成功する毎に女の子がファンにアピールを行い、ボルテージが急上昇して応援1回毎の獲得スコアが増えるようになっている。難易度イージーとミディアムでは観客のボルテージが0になってもゲームオーバーにはならないが、難易度ハードではゲームオーバーとなる。基本的にBPM値が小さいスローテンポの曲だと流れる指示の数も少なくなり、ミスをしにくい反面、指示の数が少ないためボルテージを上げにくく、BPM値が大きいハイテンポの曲は流れる指示の数が多くなり、ボルテージを上げやすい反面、ミスをすると連鎖的にボルテージが低下することがある。なお、特にBPM値が低い『9:02pm』『蒼い鳥』『隣に…』は本作では倍速で譜面が流れるようになっている。応援終了後に小鳥がライブの評価を行い、好成績を収めれば新たな衣装とアクセサリー、アーケード版およびXbox 360版からの登場となる16曲については使用した曲のリミックスバージョンAも使用可能になる。また、スコアやボルテージが切りの良い数字になると特別なメッセージを聞くことができる。

### 撮影モード
撮影モードは純粋にライブの撮影だけを楽しむ事が出来るモードで、前作と違ってアクシデントは一切発生せず、観客へのアピールも任意で行う事が可能となっており、またカメラの操作もある程度は手動で行う事が可能。一方で、撮影モードではライブ終了後の音無小鳥との会話は発生せず、各種アイテムの入手も不可能である。
応援、撮影モード共に、ライブの動画をアルバムに残す事が可能である。また撮影モードではライブの写真撮影が可能となっている。アルバムへの保存可能範囲は前作と同じで、写真が5枚、動画が1個となっている。プレイ終了後にユニットデータをセーブする事が出来、次回からそのセーブデータをロードする事で前回と全く同じ設定で即座にプレイする事が可能で、設定の変更も自由。ただしロードした場合、冒頭での音無小鳥やアイドルとの会話イベントは省略される。ちなみに本作では前作と違い、プレイヤーとユニットの名前を自由に何度でも変更する事が可能である。またプレイヤーの名前はアイドラにも反映される。

### オンラインランキング
本作では応援モードで獲得したスコアをサーバーにアップロードする事で、全国のプレイヤーとスコアを競う事が出来る。スコアのアップロードはライブの動画をセーブする事で行われる。
ランキングは「全ての曲で獲得した合計スコア」と「曲ごとのスコア」の2種類があり、合計スコアのランキングについてはフレンド限定でのランキングも参照可能。アップロードされるスコアは曲の難易度に関係なく「最も高いスコア」となっている。とは言え難易度イージーとハードでは獲得出来るスコアに大きな差があるので、上位ランクを狙うのであれば必然的に難易度ハードで好成績を残さないといけない。
なお、スコアのアップロードやランキングの閲覧は無料のシルバーメンバーシップでも可能。

### 実績
本作でも他のXbox 360のゲーム同様、ゲームの進行状況に応じて様々な「実績」とゲーマースコアを獲得出来る。本作では全部で48項目と前作(10項目)に比べて大幅に増えている。
1回のプレイにかかる時間は、中心となるライブシーンが2分、その他に曲や衣装などを選ぶ時間がかかるだけであるため、全ての実績を獲得するまでにかかる時間は全53週分を何度も繰り返すことになる前作と比べて短くなっている。全て獲得した際に獲得出来るゲーマースコアの合計は1000Gとなっており、後述のDLCでの追加はされていない。

## 制作

### 企画
アーケード版では、対戦要素のあるオーディションでの成績を重視するあまり、プレイヤーが使い慣れたアイドルや曲をプレイするという傾向がみられていた。開発チームはアイドル達とのコミュニケーションをもっと楽しんでほしいという思いから、前作Xbox 360版『THE IDOLM@STER』にて「ランクアップリミット」を排除するなどの施策をとったが、同作でもアーケード版と同様のプレイ傾向がみられた。
また、オーディションが厳しくてTV出演までにたどり着けなかったり、TVに出てもアイドルの育成不足によってアクシデントが発生するため、曲をすべて楽しめないプレイヤーの存在も明らかになった。
そこで、開発チームはライブシーンに特化した作品を作ることを決め、すべてのアイドルが選択可能であるなど、なるべくストレスフリーな仕様を目指した。
開発に当たり、プロデューサーの坂上陽三とXbox 360版で開発ディレクターを務めた小野田裕之は、プレイヤーがアイドルたちを撮影したいだろうと考えていた。ただライブを鑑賞するだけではゲームである必要がなくなる一方、複雑な判定要素を入れると遊びにくくなるおそれがあったため、細心の注意が払われた。
また、前作ではランキングの動画の鑑賞を楽しむプレイヤーが多かったことから、本作でも同様の機能が取り入れられている。ただし、前作ではランキング上で表示されるキャラクターと実際の動画に歌っているキャラクターが違うケースがあったことから、本作でのランキングは曲単位で集計されている。

### 音楽ゲームのシステムの導入
二人は、実際のコンサートにおける観客とミュージシャンとの一体感をゲームに組み込むことを考え、音楽ゲームのシステムを用いて表現することにした。
開発中はライブ中のコール（声援）が一般的ではないという懸念もあったが、試行錯誤の末に当初の案が採用され、コールの内容も手拍子・掛け声・楽器と、プレイヤーが感覚的に理解しやすいものが選ばれた。コールの組み合わせは1曲につき難易度に合わせた3パターンが用意され、結果として既存の楽曲だけでも48パターンがすることとなった。加えて、これらの楽曲には「Remix A」と「Remix B」という別バージョンがあるため、実質的なボリュームが増大してしまったと坂上はアスキーとのインタビューの中で振り返っている。既存曲のリミックスのダンスモーションはオリジナルと同じものを用いるため、ダンスに合わせたリミックスをする必要があったうえ、開発チームからサウンドチームに対して様々な注文が出さることもあった。
たとえば、「おはよう!!朝ご飯」（REM@STER-A）はスーパー戦隊シリーズ調のアレンジとなっており、同シリーズで主題歌を歌った経験のある串田アキラが収録に参加している。

### レーティング・表現
本作のCEROレーティングは前作より1段階低いB(12歳以上対象)である。
アスキーとのインタビューの中で、坂上は一部のキャラクターが水着を着たときに胸が目立ってしまたことを原因として挙げており、前作のようにきわどい場面がないことからA（全年齢対象）になることを考えていたとも話している。
また、坂上は海外での『THE IDOLM@STER』シリーズの販売を期待するファンがいることを理解しつつも、アイドル達が子ども（未成年）であるため、大人であるプロデューサーが彼女たちに労働を強制したり、頭をつつく程度の暴力をふるう描写は北米においては受け入れられないため、本作をこれらの地域で販売することは難しいと述べている。

## 限定版と通常版の差異
限定版である数量限定オリジナルアニメDVD同梱版には以下のものが含まれる。
- ソフト本体
- 特典映像付アニメDVD（ピクチャーレーベル仕様）
  - L4U!オリジナルアニメ
  - 「団結」ステキプロモーションビデオ
  - 「REMIX B VERSION」16曲プレビュー
  - 「GREAT PARTY @TOKYO」L4U!公開Q&A
- 84P豪華パンフレット
  - 声優インタビュー
  - 坂上プロデューサーインタビュー
  - オリジナルアニメ絵コンテ＆設定資料集
- キラキラ豪華スリーブケース

また、限定版、通常版共に予約特典として新曲『shiny smile』（3月26日配信）のダウンロードコードが記載されたプリペイドカードが配布された。また公式サイトでは11月23日の星井美希の誕生日に合わせ、星井美希リミテッドアクションドール＋数量限定オリジナルアニメDVD同梱版セットの予約販売が、2007年11月16日午後6時から3,000セット限定で行われた。このアクションドール付きセットは店頭では販売されず、公式サイトでのオンライン通販でしか手に入れる事が出来なかった。予約受付開始直後からアクセスが殺到しサイトに繋がりにくい状態が続いていたが、翌日には復旧した。メガハウス製作の星井美希リミテッドアクションドールの全高は約25cm、ネコ耳と指差し手が付属となっている。

## ダウンロードコンテンツ
前作においてもDLCが評判だったことから、本作でもDLC配信を通じて楽しさを拡張するという方針がとられ、本作においても「アイマスカタログ」をダウンロードする事で追加コンテンツを入手可能となっている。配信は発売から同年12月まで月1度ペース、その後2009年3月より再開され、同年8月まで計17回の配信が行われた。
カタログは前作同様ダウンロードコンテンツのパッケージファイルとなっており、ゲーム内からの購入インターフェイスとなるカタログのページとランキングで映像を再生する際に参照用のデータとして持つための無料ダウンロードアイテムと、各アイテムを実際に使用するための有料ダウンロードで同じファイルを使用しており、マイクロソフトポイント（MSP）を支払う事でロックを解除するという形になっている。
カタログをダウンロードしなければ追加コンテンツを使用した他のプレイヤーのビデオ映像を再生する事ができず、特にDLCで追加されている曲を使用したビデオ映像に関しては実際にその曲を入手(ロック解除)しなければ再生できない。衣装とアクセサリーに関してはロック解除をしなくとも再生可能。またゲーマーアイコンとテーマファイルはカタログにパッケージされていないため、入手するにはカタログとは別にダウンロードする必要がある。なお前作同様、パッケージファイルのサイズの関係上実質的にハードディスクが必須である(最終的に合計サイズは約4.6GB。特に創刊号および第2号はサイズの関係上512Mメモリーユニット(使用可能容量は474MB)にも収まらない)。
なお、前作のダウンロードコンテンツはもともと続編を前提せずに開発していたため、本作への引継ぎができず、その代替案として本作の新規ダウンロードコンテンツに組み合わせる形で提供された。

### 沿革
以下のカタログ配信日は公式サイトで発表された配信日であるが、実際には公式配信日の前日夜6～7時頃から配信されている（2008年4月配信も祝日の29日から実施された）。また第3号以降はその前の週の土曜日(実際には金曜日夜)に各アイテムのプレビュー映像が配信されている。
- 創刊号 - 2008年2月28日配信。EXTEND衣装3着(内1着は3月6日まではゴールドメンバーシップ限定配信[13]、オリジナルデザイン衣装1着(アクセサリ1セット付属)、アクセサリ4つ、既存曲の内単一キャラの持ち歌と設定されていた10曲のリミックスB、アイコンパック、テーマ2つ。サイズは588.82MB(とテーマファイルが3.75MBおよび5.56MB、ゲーマーアイコンパックが204KB)。
- 第2号 - 2008年3月26日配信。EXTEND衣装2着、オリジナルデザイン衣装2着(それぞれアクセサリ1セット付属)、アクセサリ5つ(内1つは当初は予約特典とされていたが後に一般配信となった)、既存曲残り6曲のリミックスB(それぞれオリジナルデザイン衣装1着付属)、アイドラ3話分(01話のみEXTEND衣装1着+アクセサリー1個付属)、アイコンパック、テーマ2つ、その他に予約特典として新曲『shiny smile』(これもオリジナルデザイン衣装1着付属)。サイズは812.50MB(とテーマファイルが3.59MBおよび2.51MB、ゲーマーアイコンパックが204KB)。
- 第3号 - 2008年4月30日配信。EXTEND衣装2着、オリジナルデザイン衣装2着(付属アクセサリは一方が1セット、もう一方は単品ものを4点)、アクセサリ4つ、新曲『Do-Dai』(オリジナルデザイン衣装1着付属)、アイドラ2話分(一方はEXTEND衣装1着+アクセサリ1つ付属、もう一方はEXTEND衣装2着付属)、アイコンパック、テーマ2つ。サイズは372.56MB(とテーマファイルが3.29MBおよび2.51MB、ゲーマーアイコンパックが204KB)。
- 第4号 - 2008年5月28日配信。EXTEND衣装2着、オリジナルデザイン衣装2着(付属アクセサリの種類については第3号と同様)、アクセサリ5つ(内1つは後述する第2号配信におけるトラブルに対するお詫びとして用意されたもの)、新曲『my song』(オリジナルデザイン衣装1着付属)、アイドラ2話分(06話のみEXTEND衣装1着+アクセサリ1個付属)、アイコンパック、テーマ。サイズは295.57MB(とテーマファイルが2.59MB、ゲーマーアイコンパックが204KB)。なお、この号の配信に先だってタイトルアップデートの配信が始まっているが、このことに関しては一切発表がない。
- 第5号 - 2008年6月25日配信。EXTEND衣装2着、オリジナルデザイン衣装2着(付属アクセサリの種類については第3号と同様)、アクセサリ4つ、新曲『i』(EXTEND衣装1着付属)、アイドラ2話分(08話のみEXTEND衣装1着+アクセサリ1個付属)、アイコンパック、テーマ2つ。サイズは267.84MB(とテーマファイルが3.51MB、ゲーマーアイコンパックが284KB)。
- 第6号 - 2008年7月30日配信。EXTEND衣装3着(内1着は8月5日まではゴールドメンバーシップのみの限定配信[13])、アクセサリ4つ、アイドラ2話分(10話のみEXTEND衣装1着+アクセサリー1個付属)、アイコンパック、テーマ1つ。サイズは159.65MB(とテーマファイルが2.96MB、ゲーマーアイコンパックが188KB)。
- 第7号 - 2008年8月27日配信。EXTEND衣装1着、アクセサリ4つ、新曲『ふるふるフューチャー☆』(EXTEND衣装1着付属)、アイドラ2話分(12話のみEXTEND衣装1着+アクセサリ1個付属)。サイズは179.75MB。なお、ここまでのアイドラの内衣装及びアクセサリが付かないものは「プリマシリーズ」としてキャラクター毎のストーリーが用意されている。
- 第8号 - 2008年9月23日配信。EXTEND衣装1着、アクセサリ4つ、『Do-Dai』および『my song』のリミックスA(オリジナルデザイン衣装各1着付属)、アイドラ2話分、テーマ1つ。サイズは218.07MB(とテーマファイルが3.79MB)。この号からのアイドラは「オフスケッチシリーズ」として、プロデューサーがランダムで出現するいくつかのストーリーの中から1つを回想するという構成。
- 第9号 - 2008年10月29日配信。EXTEND衣装1着、アクセサリ4つ、『Do-Dai』および『my song』のリミックスB(オリジナルデザイン衣装各1着付属)、アイドラ2話分。サイズは244.20MB。
- 第10号 - 2008年11月26日配信。EXTEND衣装1着、アクセサリ4点、新曲『神さまのBirthday』(アクセサリー3点付属)、アイドラ2話分。サイズは115.86MB。
- 第11号 - 2008年12月23日配信。EXTEND衣装2着、アクセサリ5点(手アクセサリがなく頭アクセサリが1点ものと2点セットの2つ存在する)、『shiny smile』および『i』のリミックス計4曲(『shiny smile』はオリジナルデザイン衣装各1着付属、『i』はEXTEND衣装各1着付属)、アイドラ2話分。サイズは455.79MB。また、この号で予約特典だった『shiny smile』の一般配信が開始された。
- 番外 - 2009年2月25日配信。Xbox 360ダッシュボード(2008年11月以降のバージョン)用プレミアムテーマ。サイズは6.68MB。
- 第12号 - 2009年3月25日配信。EXTEND衣装1着(『THE IDOLM@STER SP』バージョンの私服)、アクセサリ4点(足アクセサリがなく手アクセサリが2点)、新曲『Colorful Days』(オリジナルデザイン衣装1着付属)、アイドラはオフスケッチシリーズ完結となる3話分(第24話は価格が200MSPとなっている)。サイズは161.68MB。
- 第13号 - 2009年4月29日配信。この号より新曲としてMASTER ARTISTシリーズからの楽曲配信が開始され、本号では『フタリの記憶』と『いっぱいいっぱい』の2曲が配信される。サイズは134.51MB。なお、一時配信開始予定日が4月25日になっていた(トレーラー映像については予定通り25日(実質的には24日夜)より配信されている)。
- 第14号 - 2009年5月27日配信。内容は『隣に…』と『Kosmos, Cosmos』の2曲。サイズは130.86MB。2009年2月末に一度誤配信が行われており[14]、その関係かスタッフも第13号の配信開始後のコラムで「次回の配信内容を既に知っている人は多いだろう」という旨の発言をしていた[15]。
- 第15号 - 2009年6月24日配信。『迷走Mind』『スタ→トスタ→』の2曲、サイズは133.92MB。
- 第16号 - 2009年7月29日配信。『キラメキラリ』『目が逢う瞬間』の2曲、サイズは135.37MB。配信開始当初データ本体がダウンロードできない不具合が発生した(新曲への課金自体は正常に行えた)。
- 第17号(最終号) - 2009年8月26日配信。楽曲はMASTER ARTISTシリーズからは最後の1曲となる『I Want』と、その他に『Colorful Days』のリミックス2バージョン(オリジナルデザイン衣装各1着付属)の計3曲を収録。その他にEXTEND衣装2点とアクセサリ2個(胴と腕に1点ずつ)収録。サイズは318.78MB。なおEXTEND衣装は『SP』の第4回および第5回ダウンロードコンテンツが初出で、第4回の衣装は『SP』で同時配信されたアクセサリ全てが組み合わせられた状態、第5回のものも頭および脚のアクセサリが組み合わせられた状態での配信となっていて、第5回の残る2点のアクセサリが個別配信となっている。

### 価格
本作のダウンロードコンテンツは、先述したようにその号のアイテムの内テーマファイルとゲーマーアイコンパックを除く全アイテムを収録したパッケージが無料で配信され、各アイテムに対して以下の料金を支払うことでそのアイテムを使用できる形となっている。なお価格については1MSP=1.5円としての日本円での価格と、2008年11月～2009年3月および2010年7月以降の値下げにおける値下げ後の価格を併記している。
- EXTEND衣装 - 当初は1,000MSP(1,500円)、値下げ後は500MSP(750円)。ただし1号と6号には無料アイテムあり。
- オリジナルデザイン衣装 - 当初は500MSP(750円)、値下げ後は250MSP(375円)。
- アクセサリ - 当初は200MSP(300円)、値下げ後は100MSP(150円)。
- 新曲 - 当初は1,200MSP(1,800円)、値下げ後は600MSP(900円)。ただし『shiny smile』は200MSP(300円)。なお『i』は2009年3月の値下げ以前にも、2008年12月10日～16日の間ゴールドメンバーシップ限定で900MSP(1,350円)での販売が行われたことがあった[16]。
- リミックス曲 - 300MSP(450円)、値下げ後は150MSP(225円)。
- アイドラ - プリマシリーズ及びオフスケッチシリーズは当初400MSP(600円)、値下げ後は200MSP(300円)。それ以外は当初500MSP(750円)、値下げ後は300MSP(450円)。
- テーマファイル - 初期のものは当初は150MSP(225円)であったが、2008年11月のシステムアップデートに伴い50MSP(75円)に値下げされた[17]。これとは別に2009年2月25日より250MSP(375円)でそれに対応したものが配信されている。
- ゲーマーアイコンパック - 1～4号はそれぞれメインキャラクター11人12個(第3号のみキャラクターに対応したのは11個で他に1つ)セットで200MSP(300円)、第5号はジャケット16曲分セットで250MSP(375円)、第6号はサブキャラクター8人10個セットで200MSP(300円)。ただし第3号までの分は2010年7月に100MSP(150円)に値下げされた

### 配信に関するトラブル
先述した通り、本作のダウンロードコンテンツは実際には公式に発表された配信開始日の前日夕方から配信されている。しかし、第2号においてはこの際に以下のトラブルが発生した。
- 予約特典として用意されていた『shiny smile』『アイマスインカム』が、一時通常のダウンロードが可能になっていた。
- 予約特典のダウンロードコードが当初利用可能な状態になっておらず、コードを使用してもこれらのアイテムをダウンロードすることができなかった。
- 予約特典コードの利用は配信予定日の翌日27日までには復旧したが、コードを使用しても『shiny smile』しか利用できず、付属とされていた『アイマスインカム』は使用可能にならなかった。

その後4月に『アイマスインカム』を一般の無料配信アクセサリに変更することと、5月配信の第4号に『shiny smile』を利用しているユーザーだけが利用可能な形で新規の頭アクセサリ『リーガルヘアバンド』を収録することが発表された。この識別は『shiny smile』を使用したことがあるかどうかという形で行われているため、厳密に言えば予約特典のコードを持っていなくても、先述した配信開始直後、もしくは一般配信が開始された11号のメニューよりダウンロードを行えば使用可能となっている。

### コミック☆ショッピングマスター
2008年2月28日から同年8月29日まで、公式ホームページ内のマーケットプレースにて、ダウンロードコンテンツのカタログと共にコミック☆ショッピングマスターが連載された。配信されたダウンロードコンテンツに連動した4コマ漫画であり、作者はぷろとん。新しいカタログの公開週を除き、毎週配信された（但し、カタログ第7号公開時には配信された）。全21回。
| 配信日        | 回数   | タイトル                     |
| ------------- | ------ | ---------------------------- |
| 2008年2月28日 | 第01回 | アレンジ曲                   |
| 2008年3月7日  | 第02回 | カレッジオブエンジェル       |
| 2008年3月14日 | 第03回 | ニーパッド                   |
| 2008年3月28日 | 第04回 | shiny smile                  |
| 2008年4月4日  | 第05回 | パンキッシュゴシック         |
| 2008年4月11日 | 第06回 | パンキッシュシール           |
| 2008年4月18日 | 第07回 | グッドスリープパジャマ       |
| 2008年5月2日  | 第08回 | Do-Dai                       |
| 2008年5月9日  | 第09回 | ミニウエディング             |
| 2008年5月16日 | 第10回 | 花かんむり 他                |
| 2008年5月30日 | 第11回 | カウガール                   |
| 2008年6月6日  | 第12回 | アストロガール               |
| 2008年6月13日 | 第13回 | ゴーストパペット             |
| 2008年6月27日 | 第14回 | ハッピーハッピ               |
| 2008年7月4日  | 第15回 | 聖白バラ女学園物語シーズン２ |
| 2008年7月11日 | 第16回 | どうぶつバルーン             |
| 2008年7月18日 | 第17回 | i                            |
| 2008年8月1日  | 第18回 | オトメサンバ                 |
| 2008年8月8日  | 第19回 | ラフタイムスクール           |
| 2008年8月22日 | 第20回 | キュンキュンメガネ           |
| 2008年8月29日 | 第21回 | 最終回                       |

## OVA
ゲームに同梱されたOVA作品（OAD）『THE IDOLM@STER Live For You!』は、感謝祭ライブ前日に起こったトラブルを描いた内容となっており、ゲーム内の会話イベントの中にはこのアニメのエンディングを基にした部分も含まれている。春香・千早・美希がメイン。約17分。
なお、その後ニコニコ動画のアイマス公式チャンネル「たるき亭」で、公式チャンネルのリニューアルオープンカウントダウン企画として再配信された本作のPV（以前、公式チャンネル開設時に配信されたものとは別の動画である）の再生が76500回に達した場合、公式チャンネルでの配信を検討するという提示が2010年7月28日に行われた。その後、本作のPVの再生数は76500回を突破したため、8月27日から3パートに分けて1本ずつ公式配信されている。

### 制作（OVA）
本作は、アイドルファンである主人公（のちの特別プロデューサー）と小鳥、そしてアイドル達との交流を表現したいという坂上の考えからOVAとして制作された。アニメーション製作スタッフは『THE IDOLM@STER』が好きだという理由で選ばれた。

### スタッフ（OVA）
- 原作 - バンダイナムコゲームス
- 脚本 - 西園悟
- キャラクターデザイン - 窪岡俊之
- キャラクターデザイン・作画監督 - 西尾公伯
- 色彩設定 - 原田幸子
- 特効 - D-colors、福田直征
- 動画・仕上 - MUSES
- 美術監督 - 坂本信人
- 美術設定 - 坂本竜
- 美術 - 李凡善
- 背景 - bic studio
- 音楽 - バンダイナムコゲームス、ROMEO
- 音楽コーディネーター - 早川屋
- 制作 - フロンティアワークス
- アニメーションプロデューサー - 丸山俊平
- アニメーション制作担当 - 平井憲一
- アニメーション制作 - アクタス
- 監修 - 石原章弘、高橋恭代
- 制作協力 - PROJECT IM@S
  - アーツビジョン、アイムエンタープライズ、81プロデュース、カレイドスコープ、元気プロジェクト、シグマセブン、ぷろだくしょんバオバブ、DNP映像センター
- プロデューサー - 田中文啓、坂上陽三、高橋和也
- 制作担当 - 清水孝泰
- チーフプロデューサー - 露木雄二、稲垣浩文
- エグゼクティブプロデューサー - 鵜之澤伸
- 製作 - バンダイナムコゲームス
- 監督 - 川口敬一郎
- エンディングテーマ『THE IDOLM@STER』
作詞 - 中村恵
作曲 - NBGI(佐々木宏人)

## 関連商品

### 3500 マイクロソフトポイント THE IDOLM@STER 限定バージョン
本作の発売日である2008年2月28日に、11人のアイドルの顔が描かれた限定バージョンAと、L4U!のパッケージと同様のデザインが描かれた限定バージョンBの2種類が販売された。
また2009年4月23日には、セット廉価版『アイドルマスターツインズ』のパッケージイラストを使用した2種類の限定バージョン(パッケージイラストを使用したバージョンCと、パッケージイラストの顔部分を使用したバージョンD)が発売された。

### CD
「ライブフォーユー!」のサウンドトラックCDとして、「THE IDOLM@STER MASTER LIVE」シリーズがコロムビアミュージックエンタテインメントよりリリースされた。
「MASTER LIVE」は、ソロアルバムシリーズ「MASTER ARTIST」に続く新シリーズとして2007年12月20日にリリースが発表され、00から04及びENCOREの全6枚が発売された。Xbox 360用新作『Live For You!』の新曲と収録曲（REM@STER VERSION）、オリジナル新曲を収録。MASTER LIVEシリーズのうち01～04初回版の購入特典として、オリジナルトレーディングカードがプレゼントされた。
この他、ゲームバージョンを収録した「MASTER BOX」が本作においてはIII～Vまで発売されている。
THE IDOLM@STER MASTER LIVE 00
2008年2月13日発売。MASTERWORK00同様、『Live For You!』のプロモーション映像を収録したDVDが付属する。収録内容は『Live For You!』DLC完全新曲の第1弾「shiny smile（M@STER VERSION）」（歌：天海春香、如月千早、秋月律子）、桃井はるこ作詞作曲のオリジナル新曲「バレンタイン」（歌：双海亜美・真美、星井美希）、「THE IDOLM@STER（K Version）」（歌：音無小鳥）と、新曲のカラオケ。完全初回限定生産。DVDの収録内容は新曲・リミックス曲のプロモーション映像の他、音無小鳥による紹介が2編。オリコンチャート週間13位。
THE IDOLM@STER MASTER LIVE 01 REM@STER-A
2008年3月5日発売。「GO MY WAY!!」（歌：星井美希、三浦あずさ、双海亜美）「ポジティブ！」（歌：三浦あずさ）「relations」（歌：天海春香）「魔法をかけて!」（歌：高槻やよい）「おはよう!!朝ご飯」（歌:双海真美、ゲストヴォーカル:串田アキラ）「Here we go!!」（歌：星井美希）「9:02pm」（歌：双海亜美）「思い出をありがとう」（歌：天海春香、高槻やよい、双海真美）のREM@STER-Aバージョンと、新曲「いっしょ」（歌：天海春香、高槻やよい、星井美希、三浦あずさ、双海亜美・真美）と、ボーナストラックとしてトークパートを収録。オリコンチャート週間18位。
THE IDOLM@STER MASTER LIVE 02 REM@STER-B
2008年4月16日発売。「私はアイドル」（歌：如月千早、音無小鳥、萩原雪歩）「First Stage」（歌：菊地真）「太陽のジェラシー」（歌：秋月律子）「蒼い鳥」（歌：萩原雪歩）「エージェント夜を往く」（歌：如月千早）「My Best Friend」（歌：水瀬伊織）「まっすぐ」（歌：音無小鳥）「THE IDOLM@STER」（歌：水瀬伊織、菊地真、秋月律子）のREM@STER-Bバージョンと、新曲「It’s Show」（歌：如月千早、水瀬伊織、秋月律子、菊地真、萩原雪歩、音無小鳥）と、ボーナストラックとしてトークパートを収録。オリコンチャート週間18位。
THE IDOLM@STER MASTER LIVE 03 Do-Dai
2008年5月14日発売。予約特典の『shiny smile』に続くDLC完全新曲第2弾、「Do-Dai（M@STER VERSION）」（歌：高槻やよい、双海亜美、星井美希）、新曲「YES♪」（歌：天海春香、菊地真）、「My Best Friend」（歌：星井美希）「太陽のジェラシー」（歌：双海亜美）「私はアイドル」（歌：高槻やよい）「蒼い鳥」（歌：天海春香）のREM@STER-Aバージョンと、「おはよう!!朝ご飯」（歌：菊地真）のREM@STER-Bバージョンを収録。オリコンチャート週間12位。
THE IDOLM@STER MASTER LIVE 04 my song
2008年6月18日発売。DLC新曲第3弾「my song(M@STER VERSION)」（歌：水瀬伊織、菊地真、三浦あずさ）、新曲「inferno」（歌：如月千早、萩原雪歩）、「relations」（歌：水瀬伊織）「9:02pm」（歌：秋月律子）「魔法をかけて！」（歌：如月千早）「Here we go!!」（歌：萩原雪歩）「思い出をありがとう」（歌：三浦あずさ）のREM@STER-Bバージョンを収録。オリコンチャート週間22位。
THE IDOLM@STER MASTER LIVE ENCORE
2008年8月22日発表、同年10月29日発売。「shiny smile(M@STER VERSION)」（歌：星井美希、萩原雪歩、高槻やよい）、新曲「シャララ」（歌：三浦あずさ、秋月律子）「GO MY WAY!!」（歌：如月千早）「ポジティブ！」（歌：高槻やよい）のREM@STER-Bと、「First Stage」（歌：三浦あずさ）「エージェント夜を往く」（歌：萩原雪歩）「まっすぐ」（歌：秋月律子）「THE IDOLM@STER」（歌：星井美希）のREM@STER-A、そして新曲「花」（歌：音無小鳥）、その他トークパートなどを収録。オリコンチャート週間21位。
THE IDOLM@STER MASTER BOX III
2008年4月30日発売。アーケード版からの10曲とXbox 360版での新曲6曲のRemix Aを収録したCD5枚組。
THE IDOLM@STER MASTER BOX IV
2008年9月24日発売。アーケード版からの10曲とXbox 360版での新曲6曲のRemix Bを収録した5枚のCDと、「Go to the NEXT STAGE!! THE IDOLM@STER GREAT PARTY」のダイジェスト映像を収めたDVDの6枚組。
THE IDOLM@STER MASTER BOX V
2009年3月18日発売。ダウンロードコンテンツの新曲6曲のオリジナルバージョンを収録した2枚組。アーケード版のMASTERBOX以来となるシリアルナンバー入りの限定生産。